# ФК Ракошмент КШК

ФК Ракошмент КШК (мађ. Rákosmenti Községi Sport Kör), је мађарски фудбалски клуб. Седиште клуба је у Ракошменти, Будимпешта, Мађарска. Боје клуба су плава и бела. Тим се такмичи у НБ III. Своје домаће утакмице играју на стадиону Пешти ут.

## Промене имена
- 1947–1948 Ракошкерт МаДИС − Rákoskerti MaDISz
- 1948–1950 Ракошкерт СИТ − Rákoskerti SzIT
- 1950–1951 Ракошкерт ДИС − Rákoskerti DISz
- 1956–? Ракошкерт ШК − Rákoskerti SK
- ? - Ракошкерт кесшеги шпорт кер − Rákosmenti Községi Sport Kör

## Достигнућа
Првенство Mађарске IV разред БЛС I.
- Победник: 2008/09.

Куп Будимпеште
- Победник: 2009.